# جون فينل
جون فينل هو متسابق على الجليد بمزلاجة كندي، ولد في 28 مايو 1995 في كالغاري في كندا.

## وصلات خارجية
- الموقع الرسمي
- جون فينل على موقع FIL (الإنجليزية)
- جون فينل على موقع أوليمبيديا (الإنجليزية)
- جون فينل على موقع اللجنة الأولمبية الكندية (الإنجليزية)